# Escles-Saint-Pierre
 Escles-Saint-Pierre  es una comuna y población de Francia, en la región de Picardía, departamento de Oise, en el distrito de Beauvais y cantón de Formerie.
Su población en el censo de 1999 era de 120 habitantes.
Está integrada en la Communauté de communes de la Picardie Verte .
- Datos: Q1389385
- Multimedia: Escles-Saint-Pierre / Q1389385

1. ↑  Worldpostalcodes.org, código postal n.º 60220.
2. ↑  INSEE, Datos de población para el año 2012 de Escles-Saint-Pierre (en francés).